# Eopsaltria georgiana
Az Eopsaltria  georgiana  a madarak osztályának verébalakúak (Passeriformes) rendjébe és a cinegelégykapó-félék (Petroicidae) családjába tartozó faj.

## Rendszerezése
A fajt Jean René Constant Quoy és Joseph Paul Gaimard írták le 1832-ben, a Muscicapa nembe Muscicapa georgiana néven. Besorolása vitatott, egyes szervezetek a Quoyornis nembe helyezik Quoyornis georgianus néven.

## Előfordulása
Ausztrália délnyugati részén honos. Természetes élőhelyei a mérsékelt égövi erdők és cserjések, folyók és patakok környékékén. Állandó, nem vonuló faj.

## Megjelenése
Testhossza 15–16,5 centiméter, a hím testtömege 19–22,5 gramm, a tojóé 15–19 gramm.

## Életmódja
Rovarokkal és más kisebb ízeltlábúakkal táplálkozik.

## Természetvédelmi helyzete
Az elterjedési területe kicsi, egyedszáma viszont stabil. A Természetvédelmi Világszövetség Vörös listáján nem fenyegetett fajként szerepel.